# Уссурійське козацьке військо

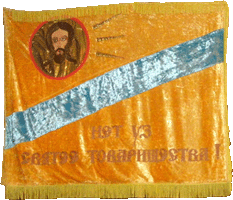
Прапор уссурійських козаків

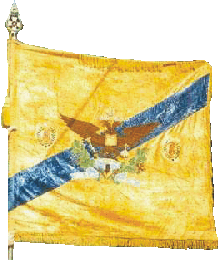
Прапор уссурійських козаків

Уссурійське козацьке військо (рос. Уссурийское козачье войско), Уссурійські козаки — військо Російської імперії, розташоване у Примор'ї на південь від Хабаровська уздовж Уссурі, Сунгарі, навколо озера Ханка.
Військо створене у 1889 з неукомплектованого напівбатальйону Амурського козацького війська й пізніше підсилювалось переселенцями з Донського та Кубанського козацьких військ та інших. Спочатку столицю було розташовано у Владивостоці, потім — в Імані (зараз Дальнєрєченськ).
Уссурійські козаки володіли 6740 км² землі. У 1916 їх чисельність складала 39 900 осіб у шести станицях і 76  селищах. У мирний час військо мало один кавалерійський батальйон (300 осіб) і один взвод. Козаки займалися охороною кордону, а також поштовою й поліцейською справами.

## Участь війська у війнах
Військо брало участь в російсько-японській війні. Під час Першої світової війни, козаки виставили один кавалерійський полк (600 осіб), один батальйон кінноти, один взвод охорони, і шість спеціальних сотень (в підсумку 2514 осіб).
У 1922 році військо було скасовано.
Під час російсько-української війни Ілля Богданов та Олег Бутусин, які називають себе уссурійськими козаками, вступили до складу Правого Сектора.